# Roberto Goicoechea
Pour les articles homonymes, voir Goicoechea.
Roberto Hector Goicoechea, né le 27 novembre 1927 et mort en 2000, est un arbitre argentin de football. Il est arbitre international dès 1959, arrête en 1968 et fait son dernier match en 1975. Son frère, Duval Goicoechea, est aussi arbitre international.

## Carrière
Il officie dans des compétitions majeures : 
- Coupe du monde de football de 1966 (1 match)
- Copa Libertadores 1966 (finale aller)
- Copa América 1967 (2 matchs)